# 拉布雷亞區
拉布雷亞區（西班牙語：Distrito de La Brea），是秘魯的一個區，位於該國西北部皮烏拉大區的塔拉拉省，始建於1932年10月31日，面積692.96平方公里，海拔高度4米，2005年人口11,996，人口密度每平方公里17人。
4°39′16″S 81°18′20″W / 4.6544°S 81.3056°W